# Ommata pallidicornis
Ommata pallidicornis là một loài bọ cánh cứng trong họ Cerambycidae.